# Kableschkowo
Kableschkowo (auch Kableshkovo, bulgarisch Каблешково) ist eine Stadt in Bulgarien in der Gemeinde Pomorie, in der Provinz Burgas. Kableschkowo liegt in der Burgasebene, an der Grenze zum Balkangebirge unweit der bulgarischen Schwarzmeerküste. Kableschkowo wurde nach dem Freiheitskämpfer Todor Kableschkow benannt. Im Ort funktionieren eine Grundschule und ein Tschitalischte.

## Lage und Anbindung
Durch Kableschkowo verlaufen die Republikstraße 3. Ordnung III-906, welche Burgas mit dem Djulinskipass verbindet sowie die Republikstraße 4. Ordnung IIII-6009, welche Acheloj mit Miroljubowo verbindet. Kableschkowo liegt rund 15 km nördlich vom Gemeindezentrum Pomorie und rund 14 km vom Burgas. Nachbarorte sind die Gemeindedörfer Kamenar (ca. 5 km südöstlich), Acheloj (ca. 7 km östlich); Medowo (ca. 5 km nördlich) und Brjastowez (ca. 10 km westlich). Der Verkehrsbetrieb der Stadt Burgas, Burgasbus unterhält regelmäßige Verbindungen nach Kableschkowo.

## Geschichte
Nach dem Balkankriege von 1912/13 ließen sich in der heutigen Stadt bulgarische Flüchtlinge aus Makedonien und Thrakien, dem heutigen Norden Griechenlands, (→ thrakische bzw. Makedonische Bulgaren) nieder. Bis heute sind einige der schnell errichteten einfachen Unterkünfte, die so genannten Scharon-Häuser, erhalten.
Bis 1934 trug der Ort den Namen Dautlii. 1969 wurde Kableschkowo zur Stadt.
2005 wurden auf der Anhöhe Kozarewa Mogila (bulg. Козарева могила) ein Grabhügel und eine Siedlung entdeckt. Die ältesten Funde und die frühste Besiedlung dieses Tells stammen aus der Kupfersteinzeit und werden der Warna-Kultur zugerechnet.

## Persönlichkeiten
- Nedeltscho Kolew (* 1953), Gewichtheber, Olympiasieger und Weltmeister